# Maurane
Maurane (n. 12 noiembrie 1960, Elsene, Comunitatea Francofonă din Belgia⁠(d), Belgia – d. 7 mai 2018, Schaarbeek, Comunitatea Francofonă din Belgia⁠(d), Belgia) a fost o cântăreață și actriță belgiană.
A câștigat premiul Victoires de la Musique, la categoria Inerpretul francofon al anului, în 1994 .
În Franța a lansat șapte albume certificate.